# Philip Willem Schonck
Philip Willem Schonck (Hedel, 17 juni 1735 - Nijmegen, 7 mei 1807) was architect en tuinarchitect, voor het merendeel van monumentale, wereldlijke gebouwen. Hij staat bekend als de architect van stadhouder Willem V van Oranje-Nassau voor wie hij grote opdrachten uitvoerde. Veel van zijn werk bevindt zich in West-Brabant.

## Werkzaam in Noord-Brabant
Schonck was de zoon van Willem Schonck, predikant te Hedel, en Dorothea Elisabeth Metz. Van zijn jeugd en opleiding is weinig bekend. In 1755 ontwierp hij een ondermijningsplan voor het bastion Dauphin te Maastricht. Hieruit zou opgemaakt kunnen worden dat hij, althans gedeeltelijk, een opleiding tot militair ingenieur had doorlopen. In 1765 kreeg hij een aanstelling als opzichter van Zijne Hoogheids gebouwen te Breda, waarmee de bezittingen van achtereenvolgens de Stadhouders Willem IV en Willem V werden bedoeld.
In 1767 voltooide hij de verbouwing van de voorgevel van het Stadhuis van Breda, en omstreeks deze tijd voltooide hij in de wijde omgeving van Breda meerdere projecten. Vooral in Geertruidenberg schreef hij tussen 1767 en 1778 een hele reeks verbouwingen en nieuwbouwprojecten voor openbare gebouwen op zijn naam, en daarmee drukte hij een belangrijk stempel op het stadsbeeld. In het naburige Etten bouwde hij de nieuwe kerktoren (1771) en vermoedelijk ook het raadhuis (1776). Dit alles bracht hem veel lof, en in 1769 werd hij bevorderd tot opzichter van gebouwen en tuinen van de Stadhouders in Den Haag.

## Stadhouderlijk architect in Den Haag
In Den Haag verbouwde hij vanaf 1768 in meerdere fases Paleis Noordeinde; zo werd in 1778 naar zijn ontwerp tegen de voorgevel een zuilenportiek opgetrokken.  In 1774 ontwierp Schonk in opdracht van stadhouder Willem V een gebouw aan het Buitenhof te Den Haag dat zou gaan dienen als eerste openbaar toegankelijke schilderijengalerij van Nederland, de later naar de stadhouder vernoemde Galerij Prins Willem V. Tussen 1790 en 1793 werd op advies van Schonck het Huis ter Nieuburch, het stadhouderlijk paleis waar in 1697 de Vrede van Rijswijk was gesloten, gesloopt, waarna op het rerrein naar zijn ontwerp in 1792 een gedenknaald verrees.
In 1778 maakte Schonck een studiereis naar Parijs.
Ook paleizen, tuinen en domeinen als Het Loo te Apeldoorn, Soestdijk en Dieren moest hij inspecteren. Voor de tuinen van Het Loo heeft hij ook ontwerpen gemaakt. In de buurt van het Gelderse Laren bouwde hij in 1776 met Huis Verwolde een van de architectonisch belangrijkste classicistische buitenhuizen uit die jaren in Nederland.
Toen in 1795 met de Bataafse omwenteling de stadhouderlijke familie naar Engeland uitweek en de oude Republiek der Zeven Provinciën plaats maakte voor de nieuwe Bataafse Republiek, kwam er vermoedelijk meteen een einde aan de carrière van de in dienst van de Oranjes werkende, inmiddels zestigjarige Schonck. Opdrachten aan hem van ná die tijd zijn in elk geval niet bekend. Zijn laatste levensjaren bracht de ongehuwde Schonck door in Nijmegen. Hij werd begraven in de Sint-Stevenskerk aldaar.

## Uitgevoerd werk van Schonck

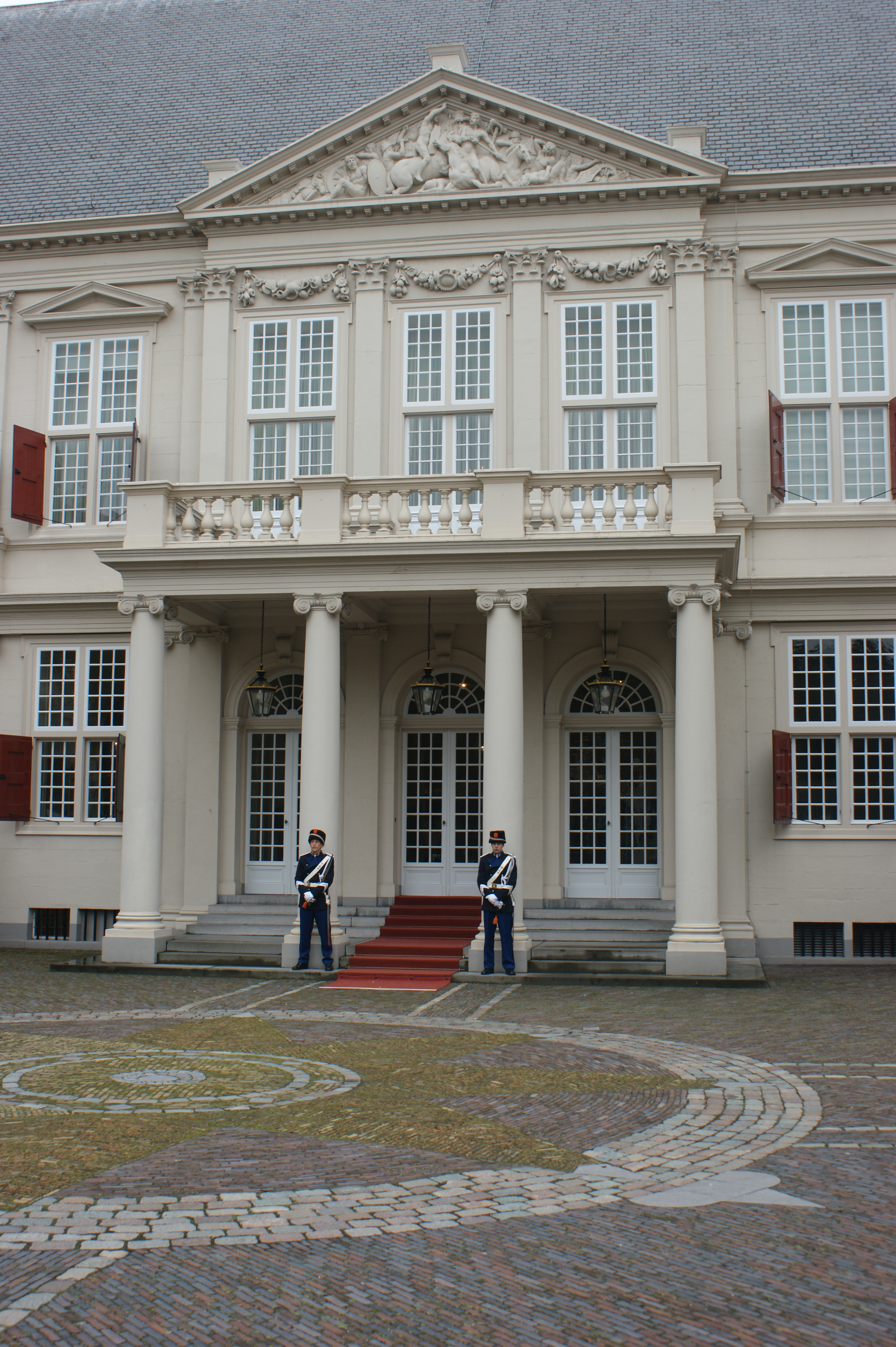
Misschien het bekendste bouwwerk van Schonck: de in 1778 door hem toegevoegde zuilenportiek van Paleis Noordeinde, die bij een latere verbouwing werd gesloopt en bij de restauratie van 1976-1984 werd gereconstrueerd

- Zevenbergen, Catharinakerk (torenbekroning 1766)
- Breda, Stadhuis (voorgevel 1766-1768)
- Geertruidenberg, Stadhuis (voorgevel 1767-1769)
- Geertruidenberg, Geertruidskerk (bovenbouw toren 1768)
- Den Haag, Paleis Noordeinde (verbouwing 1768-1778, 1789-1793)
- Etten, Catharinakerk (toren 1771)
- Geertruidenberg, Weeshuis (voorgevel 1771-1772)
- Geertruidenberg, Arsenaal (1771-1777)
- Geertruidenberg, Vishal (1772)
- Den Haag, Galerij Prins Willem V (1773-1774)
- Apeldoorn, Paleis Het Loo (verandering tuinaanleg vanaf 1773)
- Geertruidenberg, Oudemannen- en vrouwenhuis (1775-1778)
- Laren (Gelderland), Huis Verwolde (1776)
- Etten, Raadhuis (1776, niet zeker)
- Rozendaal, Kasteel Rosendael (verandering tuinaanleg rond 1781)
- Leeuwarden, Stadhouderlijk Hof (verbouwing 1789-1795)
- Rijswijk, Gedenknaald (1792)
- Willemstad, Arsenaal (1793)
- Oranjewoud, Huis Oranjewoud (verandering tuinaanleg 1794)

## Fotogalerij van werk van Schonck

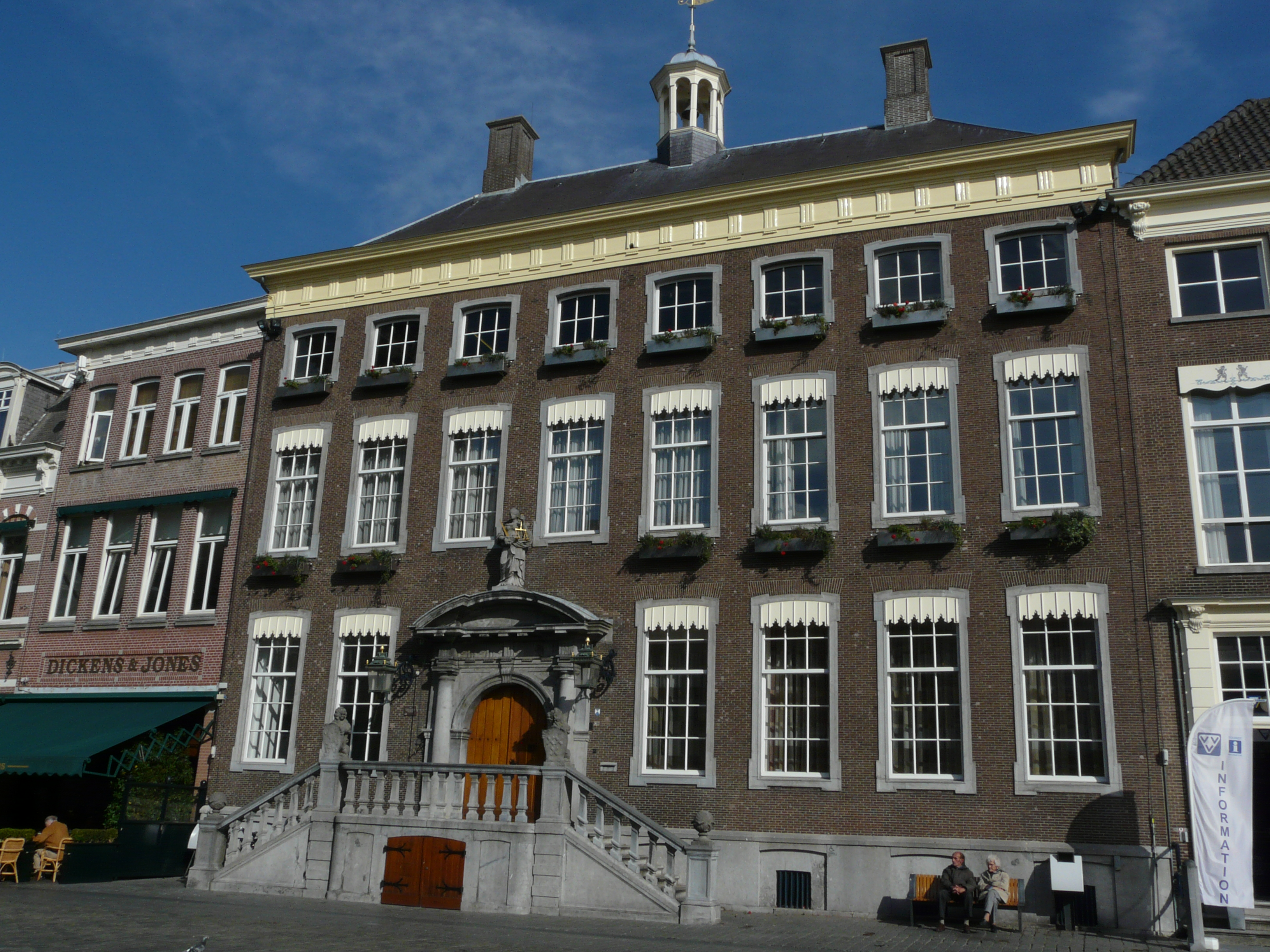
1766-1768: Verbouwing gevel stadhuis van Breda
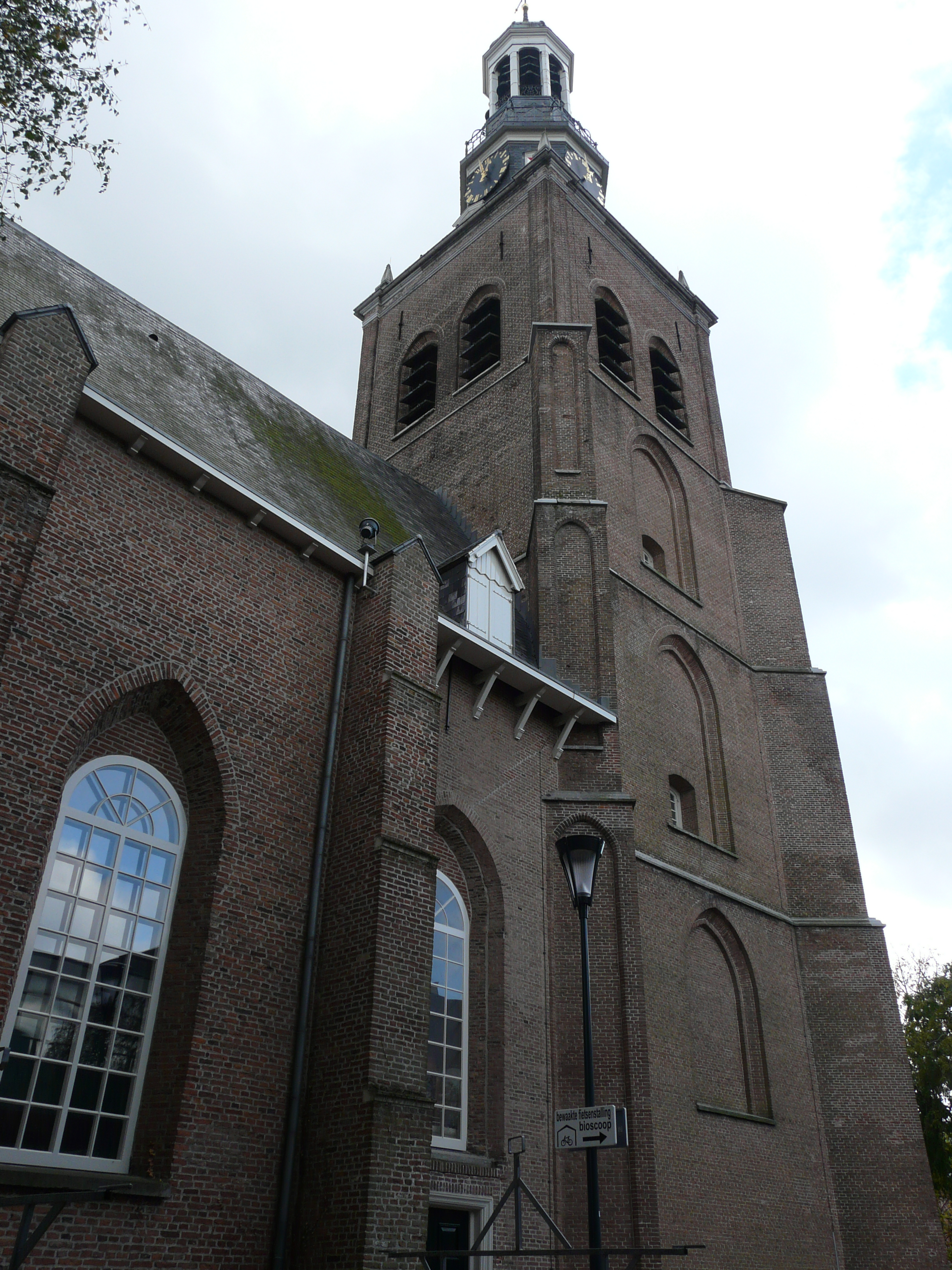
1771: Toren Catharinakerk te Etten
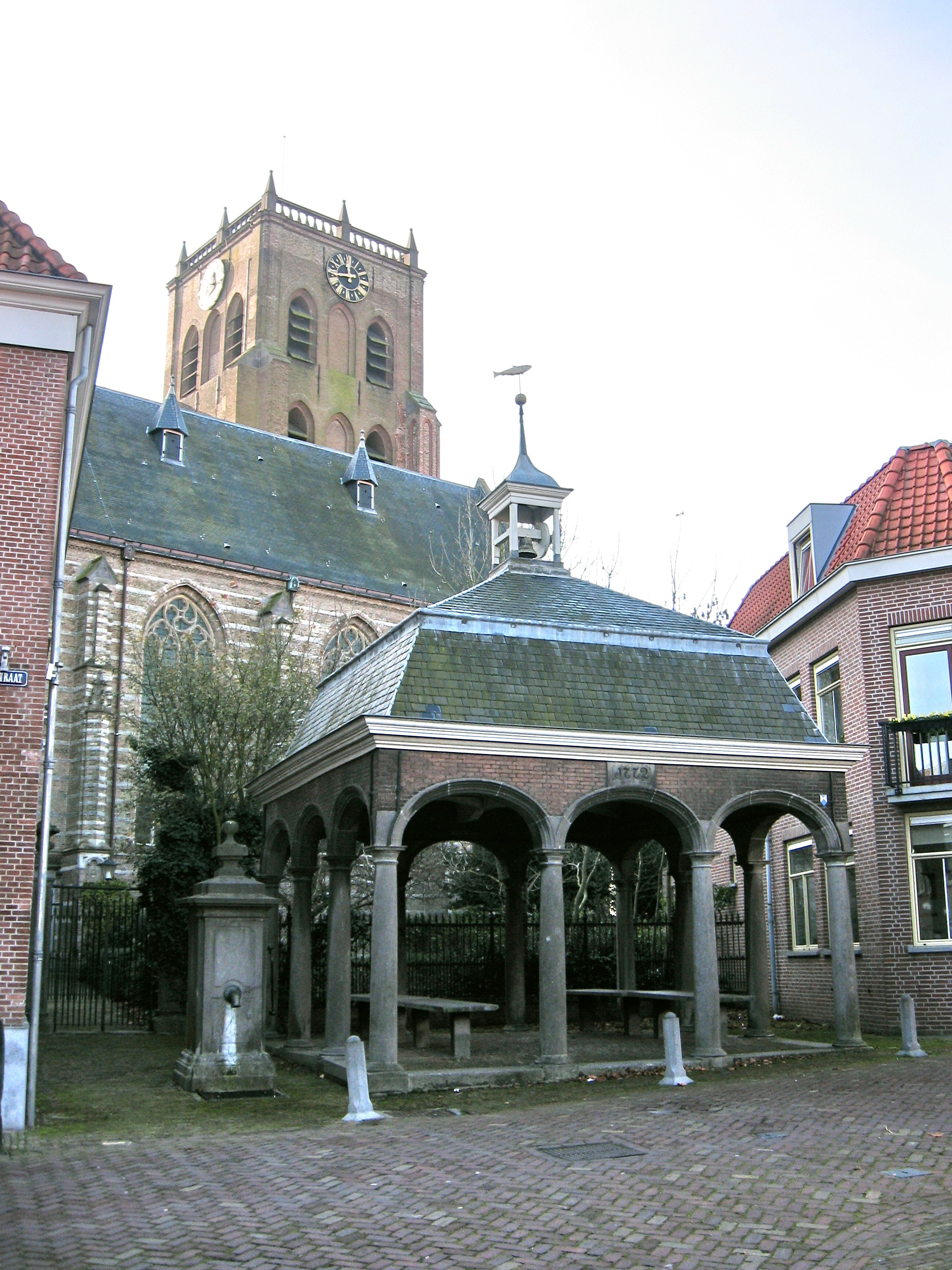
1772: Nieuwbouw Vishal en waterpomp te Geertruidenberg
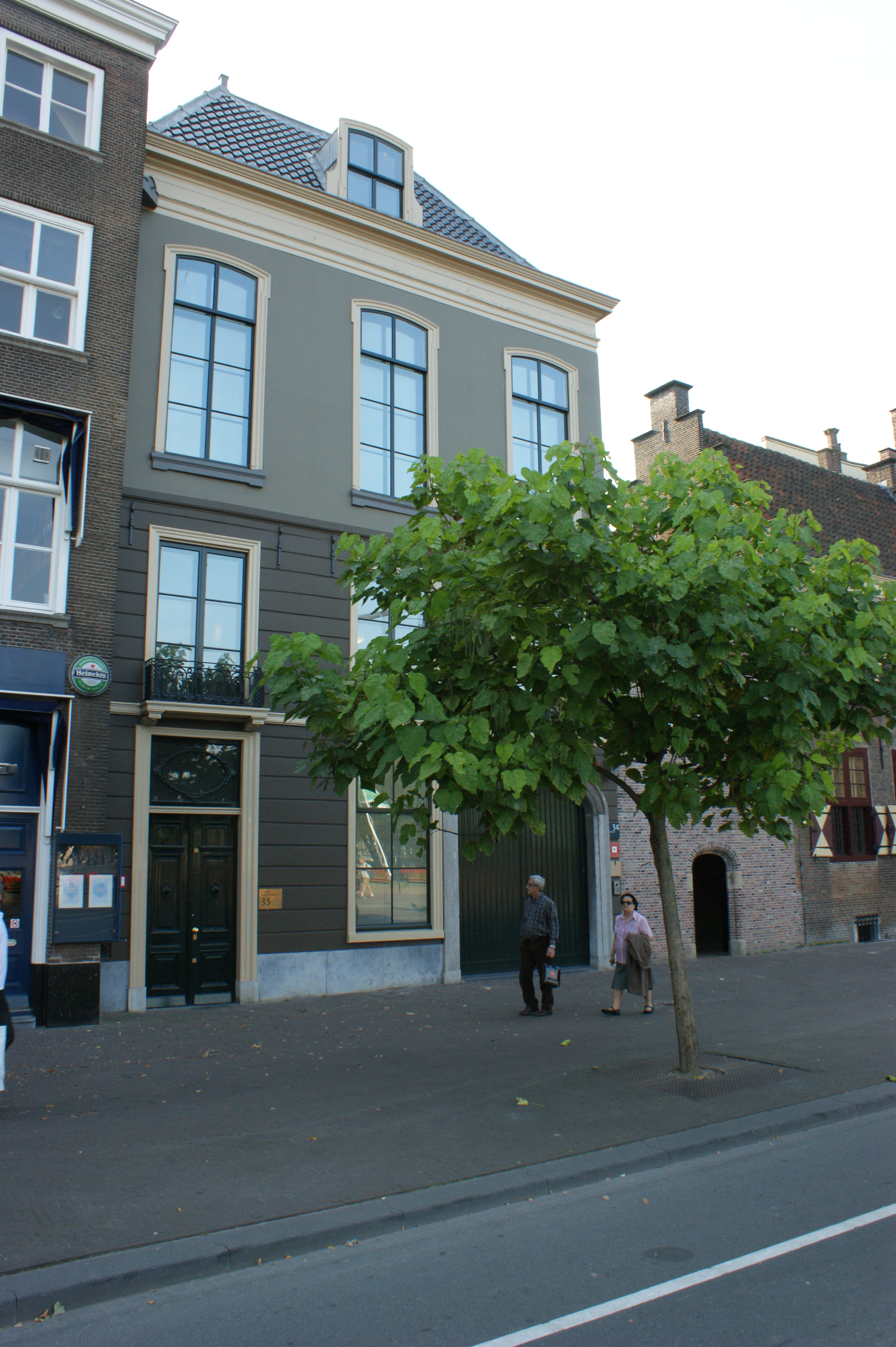
1773-1774: Nieuwbouw Galerij Prins Willem V te Den Haag
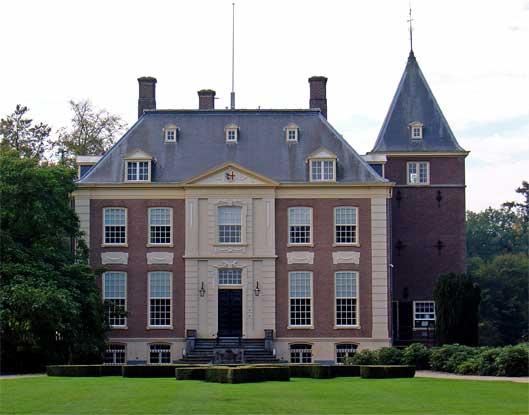
1776: Nieuwbouw Huis Verwolde bij Laren
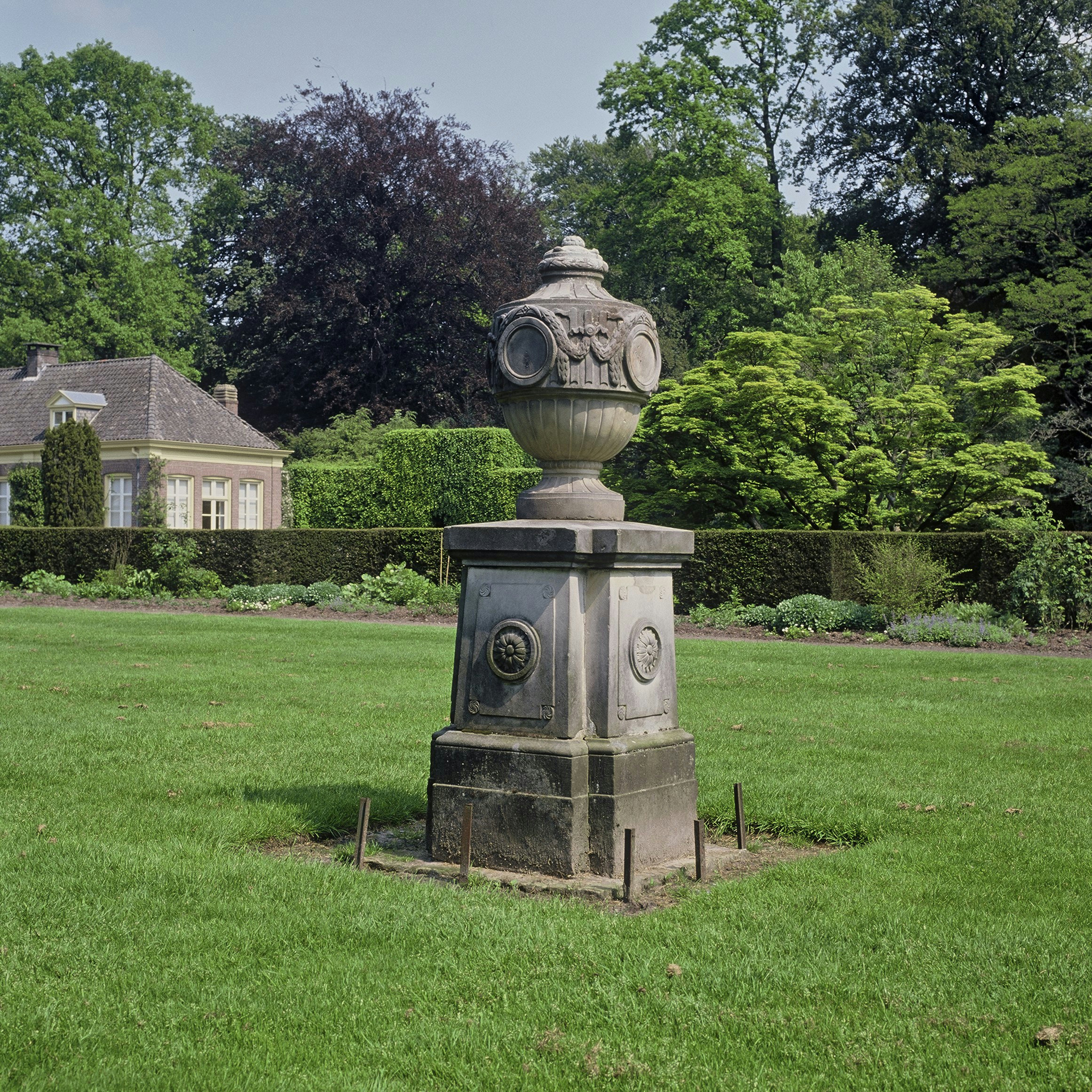
Vaas ontworpen door Schonck in tuin van Huis Verwolde
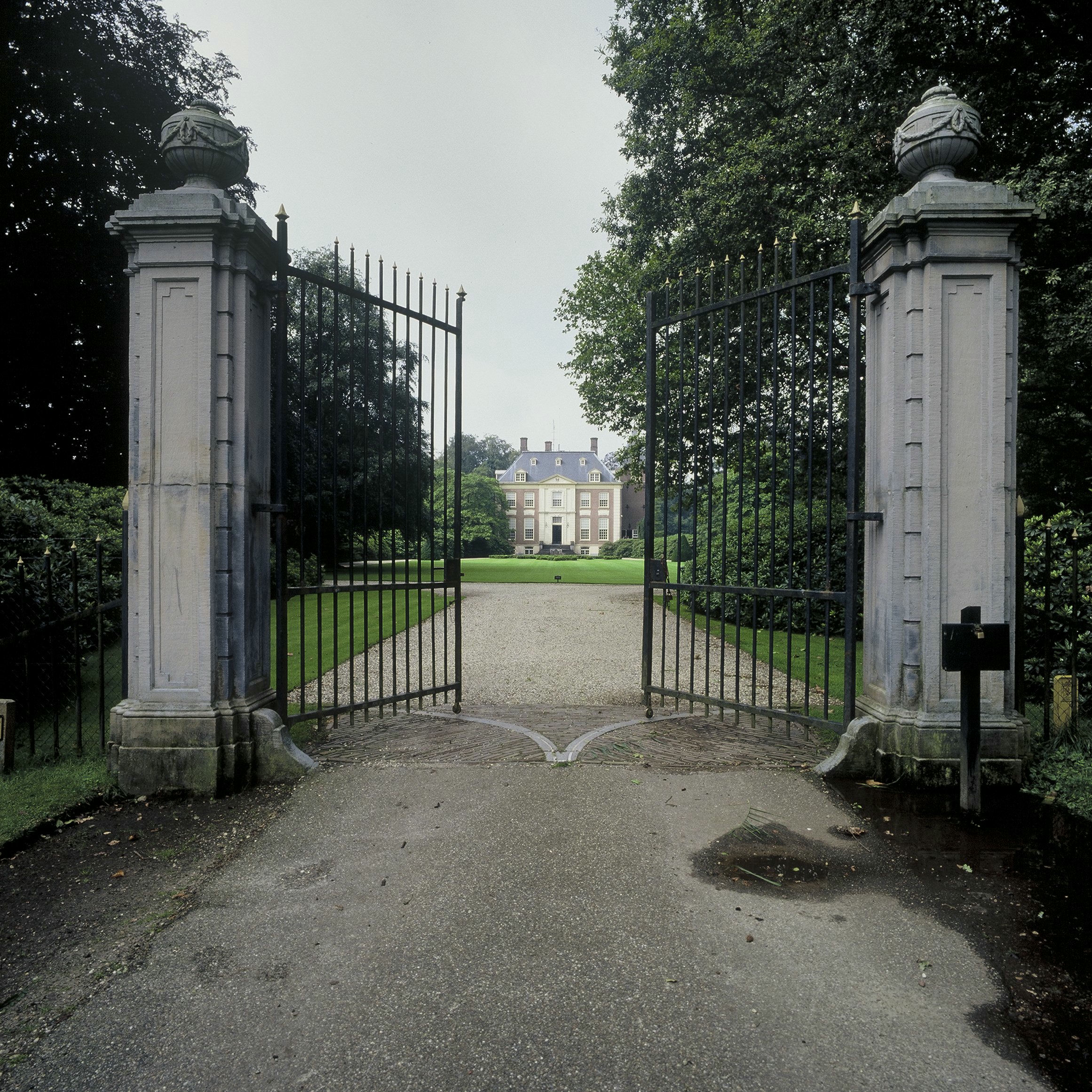
Hek met hekposten, Huis Verwolde
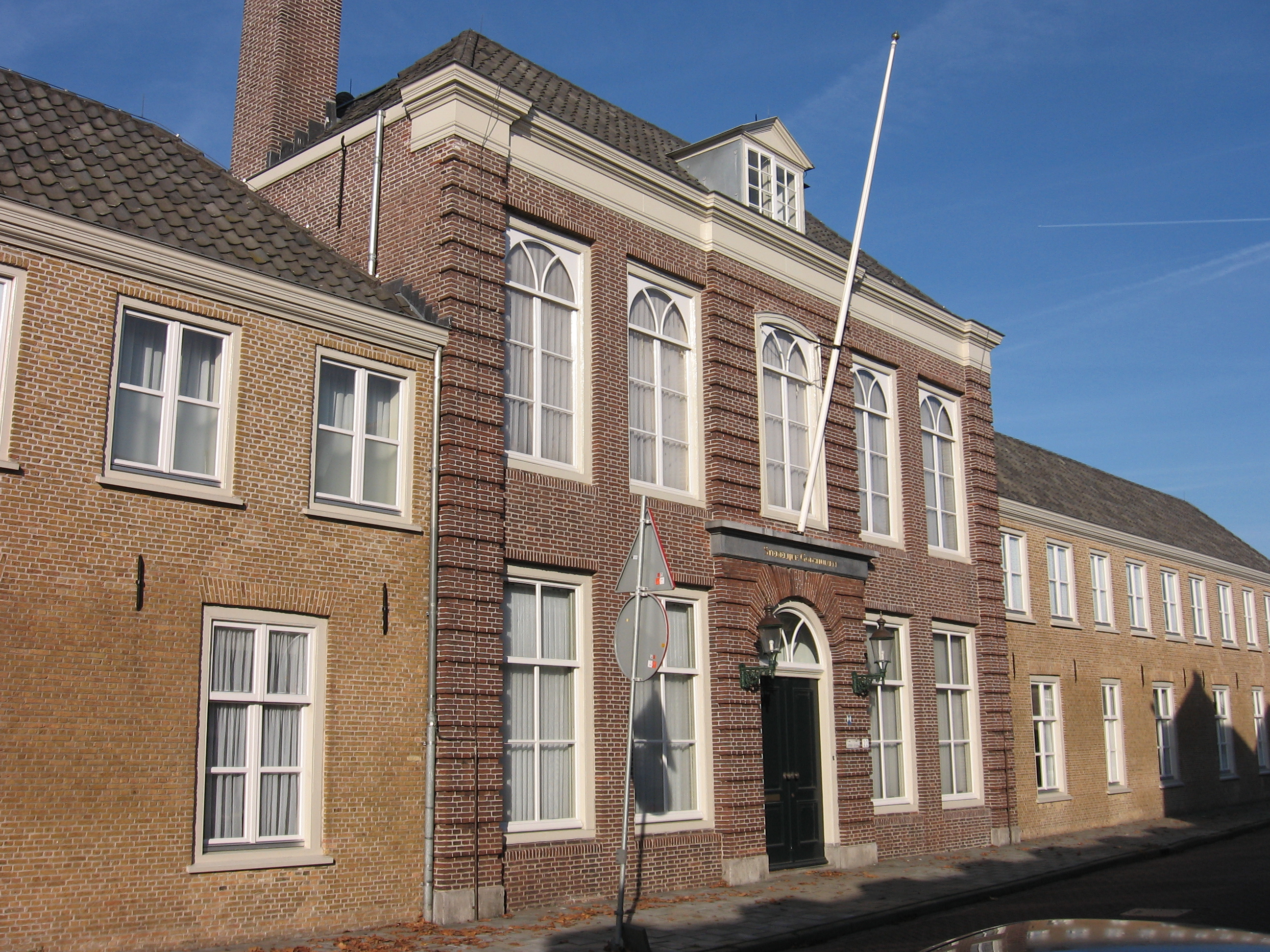
1775-1778: Oudemannen- en vrouwenhuis in Geertruidenberg
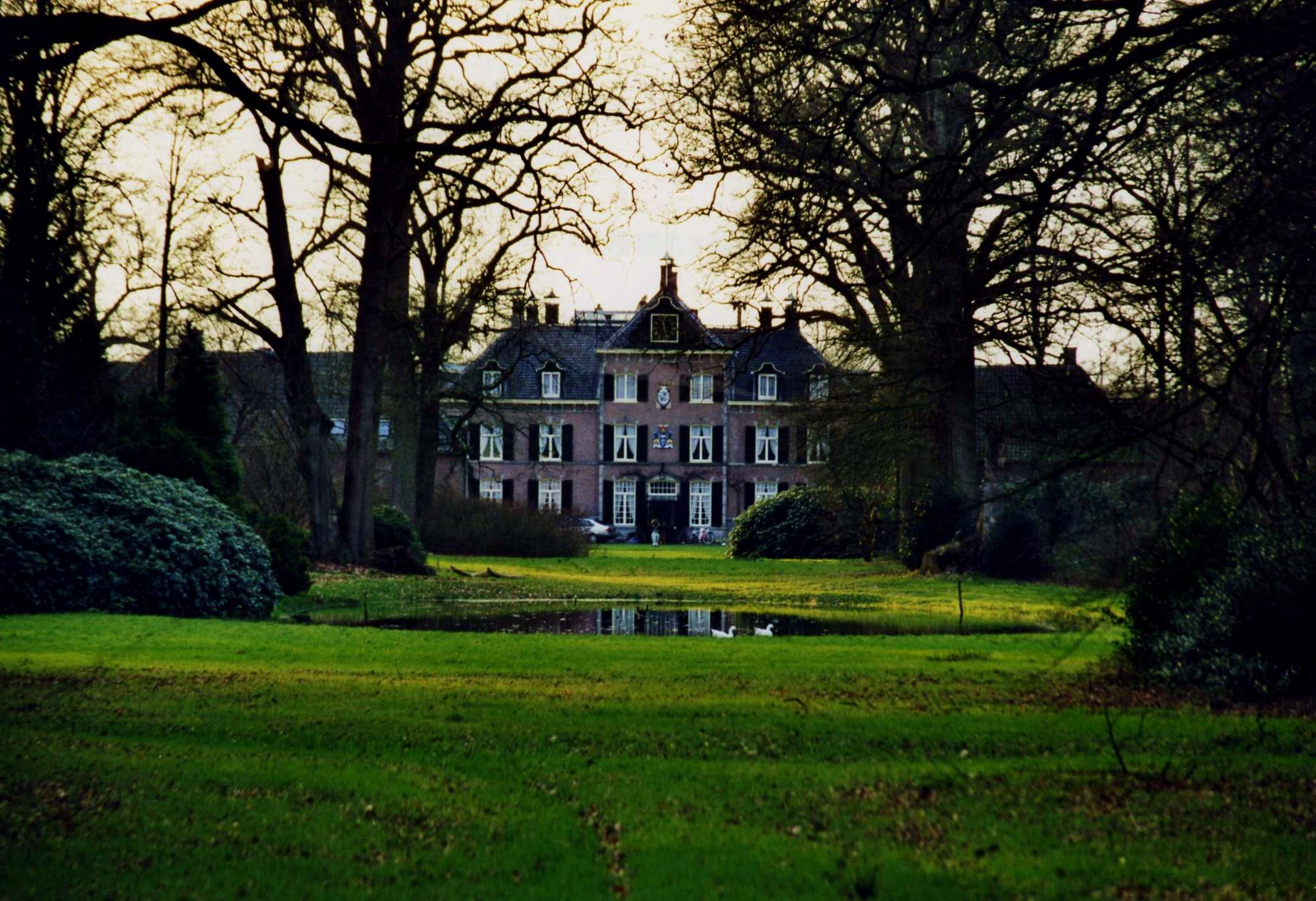
1776: Tuinaanleg bij Havezate Schoonheten
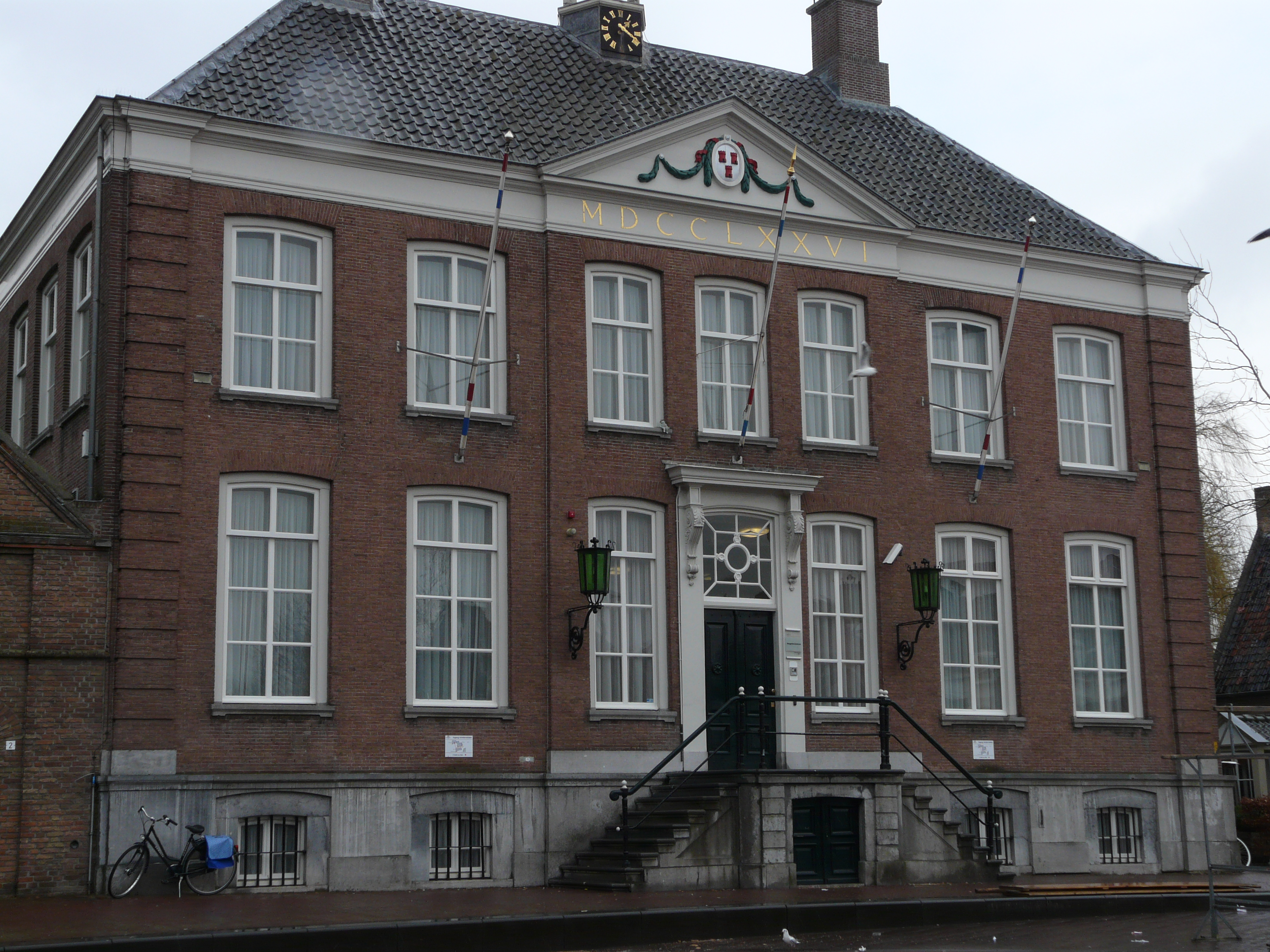
1776: Raadhuis van Etten
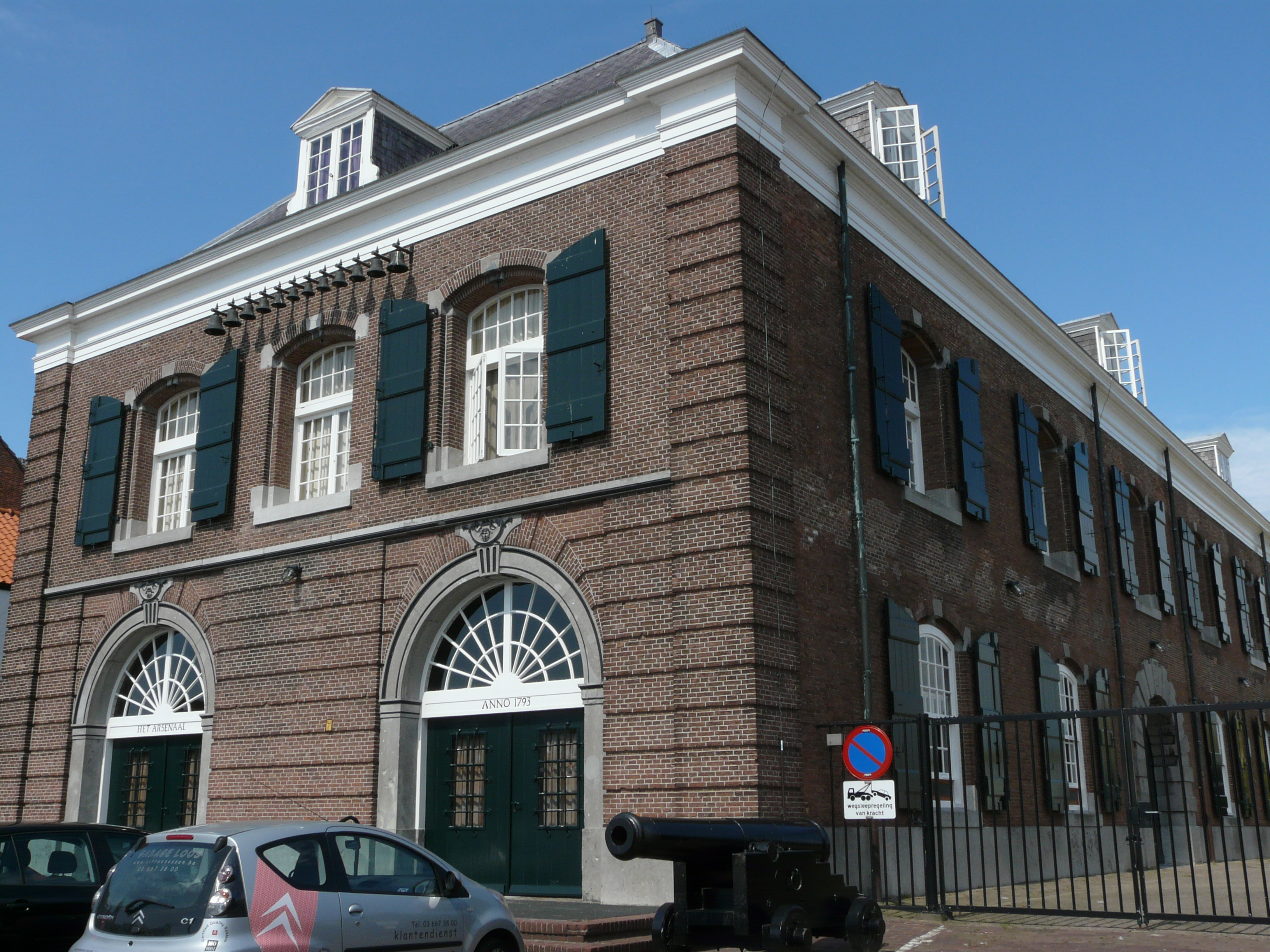
1793: Nieuwbouw arsenaal in de haven van Willemstad
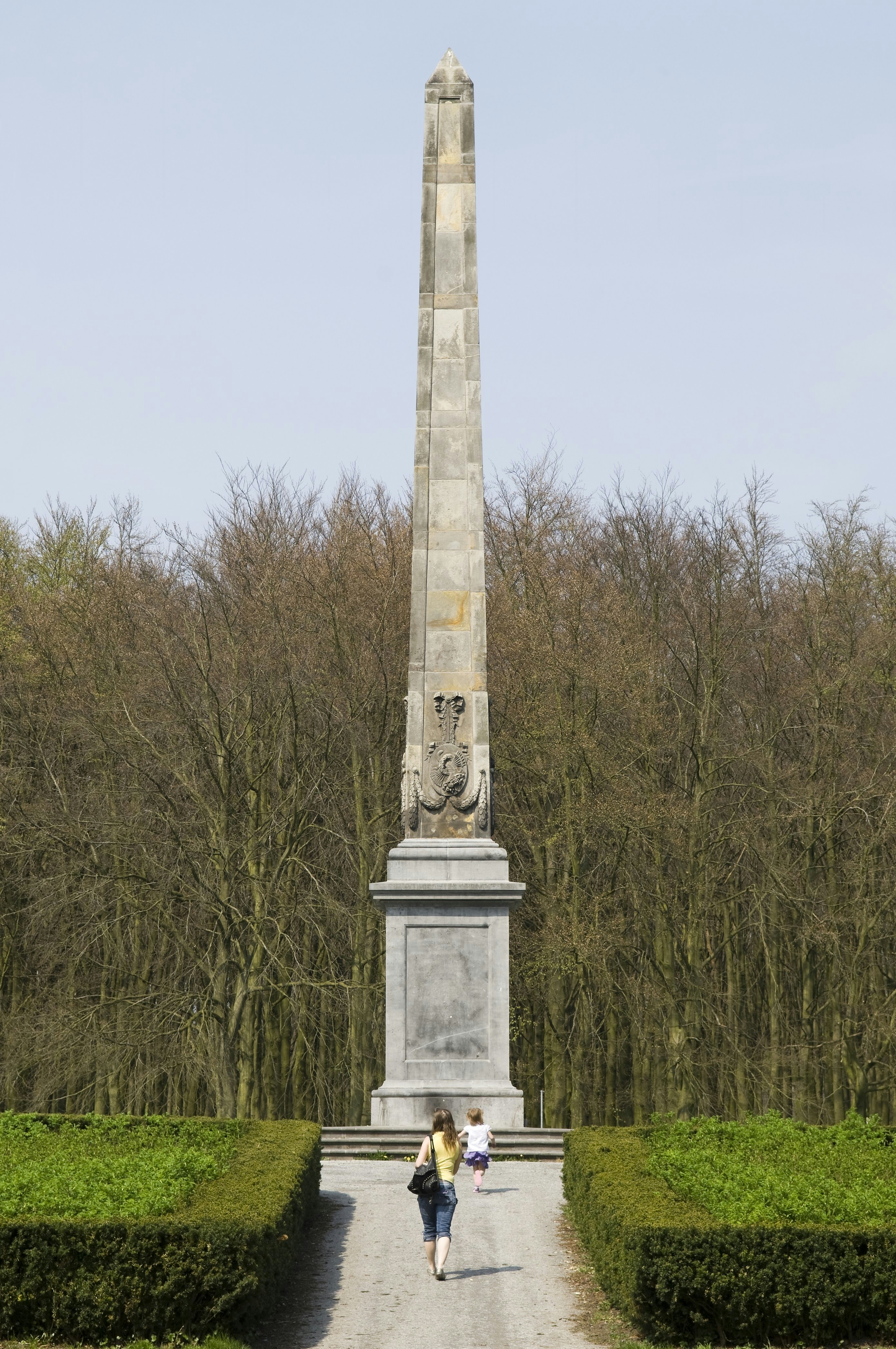
1792: Gedenknaald voor de Vrede van Rijswijk